# Уистлер (гора)
Уистлер (англ. Whistler Mountain) — горная вершина в Британской Колумбии.
Высота над уровнем моря — 2181 м, относительная высота — 471 м. Геологически Уистлер относится к Тихоокеанскому Береговому хребту. Гора находится в 6 км южнее Уистлера около горнолыжного курорта Уистлер-Блэккомб.
Юго-восточнее горы Уистлер расположен провинциальный парк Гарибальди.
До 1965 года гора носила название Лондон.